# Nomia rufosuffusa
Nomia rufosuffusa är en biart som beskrevs av Cockerell 1935. Nomia rufosuffusa ingår i släktet Nomia och familjen vägbin. Inga underarter finns listade i Catalogue of Life.